# Sebastian Schubert (Autor)
Sebastian Schubert (* 1965 in West-Berlin) ist ein deutscher Autor und Grafiker.

## Leben
Sebastian Schubert wuchs in Berlin auf. Nach dem Abitur studierte er Architektur an der Hochschule der Künste Berlin (heute Universität der Künste Berlin). Seit 1987 arbeitete er als Gestalter im Auftrag für das ZDF (insbesondere für das deutsch-deutsche Magazin Kennzeichen D), für den SFB und nach der Wende auch für die DFF-Länderkette sowie für den ORB; es entstanden politische Illustrationen, Sendelayouts, Studiodesigns, Trickfilm- und Computeranimationen. Darüber hinaus gestaltete Schubert Bücher, Kalender und andere Druckerzeugnisse, vorwiegend für Galerien und Künstler.
Seit 1994 realisierte Schubert als Autor und Regisseur Fernsehbeiträge und Dokumentationen, hauptsächlich zu zeitgeschichtlichen Themen. Seit 2003 schreibt er Konzeptionen und Drehbücher für Fernsehfilme. Außerdem betreibt Schubert seit 2011 das private Blog KinoTageBuch zur Filmgeschichte der 1940er bis 1970er Jahre.

## Filmografie
Dokumentationen (Drehbuch und Regie)
- 1994: Die unsichtbare Front – Zur Rolle der Stasi in der DDR (Arte)
- 1995: Die Studenten von Greifswald (ZDF)
- 1996: Hier ist Rias Berlin – Es begann vor 50 Jahren (ZDF)
- 1998: Wem gehört Mallorca? – Schattenseiten einer Sonneninsel (ZDF)
- 2001: Geliebte Luise – Bilder einer Königin (Arte)
- 2004: La vie en rose – Erinnerungen an die DDR (Arte)

Fernsehfilme (Drehbuch)
- 2003: Cappuccino zu Dritt (SAT.1)
- 2009: Ein Sommer mit Paul (NDR)
- 2011: 8 Uhr 28 (NDR/Arte)